# Mehyan
Mehyan («Մեհեան») fu un mensile letterario armeno edito in Turchia. 
Fu pubblicato a Costantinopoli nel 1914 ed ebbe la durata di 7 numeri. Direttore fu Costan Zarian, capo redattori Kegham Parseghian, Hagop Oshagan, editore Onik Arzouman.
Le condizioni geopolitiche della Diaspora Armena in Occidente nel 1910 generarono il cosiddetto "mehenakan hosank"  (մեհենական հոսանք) Movimento Letterario Pagano. Questa rivista, e il movimento che vi faceva riferimento, cercarono di valorizzare il ruolo della letteratura nella formazione della personalità morale del popolo, e di promuovere l'unità spirituale di parti separate del popolo armeno, divise tra "Armenia russa", "Armenia Turca" e "Armenia Caucasica".
Vi apparvero articoli di :
- Costan Zarian
- Kegham Parseghian
- Hagop Oshagan
- Rupen Zartarian
- Gegham Ter-Karapetian
- Hagop Mndzuri
- Hrand Nazariantz
- Vrtanes Papazian
- Daniel Varujan
- Vahan Tekeyan,
- Levon Esajanian
- R. Shishmanian

Molti articoli di critica letteraria sollevarono la questione della riscoperta dei valori nazionali del popolo armeno.

## Riviste coeve in lingua armena
- «Bagin «Բագին» appendice letteraria delle giornale «Ազատամարտ» (Azadamard) (*Combattenti della Libertà),
- «Masis»
- «Chant» «Շանթ»  di Meroujan Barsamian,
- «Biwzandion» «Բիւզանդիոն» (Bisanzio),
- «Arevelk» «Արեւելք»(trad. *Oriente),
- «Amenun Daretsuytsy» «Ամենուն Տարեցոյցը», (trad. *Almanacco per tutti) di Teotig,
- «La Patrie» in lingua francese diretta da Jean Minassian,
- «Manzume i efkar» in lingua turca pubblicate a Costantinopoli.

A Smirne furono pubblicate «Արեւելեան մամուլ» (Arevelean mamul)(Stampa Orientale), «Հայ գրականութիւն» (Hay grakanutiwn)(Letteratura Armena), mentre  «Գարուն» (Garun)(Primavera) uscì a Mosca.